# Дзежби-Шляхецькі
Дзежби-Шляхецькі (пол. Dzierzby Szlacheckie) — село в Польщі, у гміні Яблонна-Ляцька Соколовського повіту Мазовецького воєводства.
У 1975-1998 роках село належало до Седлецького воєводства.